# شهرهای در حرکت ۲
شهرهای در حرکت ۲ (انگلیسی: Cities in Motion 2) یک بازی شهرسازی شبیه‌ساز تجارت است که توسط کلوسال اردر ساخته و به دست پارادوکس اینتراکتیو منتشر شده‌است. این بازی ادامه بازی پیشین این سری یعنی شهرهای در حرکت است.

## بازخوردها
| گردآورنده  | امتیاز |
| ---------- | ------ |
| گیم‌رنکینگز | 74.43% |
| متاکریتیک  | 72/100 |

| ناشر              | امتیاز |
| ----------------- | ------ |
| دستراکتید         | 6.5/10 |
| آی‌جی‌ان            | 7.5/10 |
| Hooked Gamers     | 6.5/10 |
| Strategy Informer | 7.5/10 |

شهرهای در حرکت ۲ بازخوردهای مختلطی داشته و با توجه به ۱۵ بازخورد از طرف متاکریتیک نمره ۷۲ را به دست آورده‌است.